# 三桝豊
三桝 豊（みます ゆたか、1892年3月2日 - 没年不詳）は、日本の俳優である。三桝 豐と表記されることもある。本名は三桝 豐三郎（みます とよさぶろう）だが、三桝 豐次郎（みます とよじろう）、三桝 豐二郎（読み同じ）の説もある。後年は三桝 萬豐（みます まんほう）と名乗った。新派・新劇を経て、日活向島撮影所や日活大将軍撮影所、新興キネマ東京撮影所などのバイプレーヤーとして活躍、1920年代後半からは時代劇にも出演し、大敵役吉良上野介を3度演じたことで知られる。

## 人物・来歴
1892年（明治25年）3月2日、愛知県名古屋市中区に生まれる。『現代俳優名鑑』（揚幕社）には、生年月日は「明治廿六年三月二日」（1893年3月2日）である旨が記されている。また、『日活向島俳優名鑑』（日本キネマ社）によれば、生年月日は上記の通りだが、出生地は大阪府大阪市である旨が記されている。初め旧制愛知中学校（現在の愛知中学校・高等学校）に通学していたが、後に大阪府大阪市にある私立明星商業学校（現在の明星高等学校）に転校した。
1907年（明治40年）、同校在学中に新派俳優高田實の門下となり、芸名を「三桝 豐」を名乗って、東京府東京市神田区三崎町（現在の東京都千代田区神田三崎町）にあった東京座の新派大合同公演で初舞台を踏む。その後、自ら一座を組織して各地を巡業していたが、1910年（明治43年）に静間三郎一座に加わる。翌1911年（明治44年）には帝国演芸に加入し、関西地方での巡業を続けた。『日活向島俳優名鑑』などによれば、1914年（大正3年）、天然色活動写真小阪撮影所（大阪帝国キネマ）に入社し、同所で映画デビューを果たしたというが、同時期の出演歴は不明である。
この間、東京俳優学校を経て、新時代劇協会などに所属していた元新劇女優の三神蝶子と結婚。1930年代後半、文学座研究所を経て、日活多摩川撮影所の女優となった八万田和見（本名三桝福子、1920年 - 没年不詳）が娘として生まれた。
1921年（大正10年）8月、松竹蒲田撮影所に入社、同年11月1日に公開された賀古残夢監督映画『琵琶歌』などに脇役として出演する。翌1922年（大正11年）12月には、日活向島撮影所に移籍し、1923年（大正12年）11月9日に公開された溝口健二監督映画『血と霊』など、数本の作品に出演した。ところが、同年9月1日に発生した関東大震災によって同所は一斉解雇となったため、間もなく山本嘉一、小泉嘉輔、酒井米子らと共に日活京都撮影所へ異動となる。1926年（大正15年）以降からは、時代劇にも多く出演するようになり、中でも1930年（昭和5年）4月1日に公開された池田富保監督映画『元禄快挙 大忠臣蔵 天変の巻・地動の巻』では、吉良上野介役に抜擢。また、この間に片岡千恵蔵プロダクションの作品にも数本出演した。
『現代俳優名鑑』など一部の資料によれば、東京府荏原郡蒲田町（現在の東京都大田区）、東京府東京市赤坂区新町四丁目（現在の東京都港区赤坂）、京都府京都市中京区西ノ京大炊御門町（下立売通）、京都府京都市上京区鷹司町、京都府京都市右京区嵯峨野秋街道町と転々と住み、身長は5尺5寸5分（約168.2センチメートル）、体重は14貫500匁（約54.4キログラム）、趣味は野球、骨董、玩具であり、嗜好物は鮪の刺身、嫌いな物は蜂である旨が記されている。
1932年（昭和7年）10月、日活専務取締役に新任した中谷貞頼による大解雇事件に遭い、退社する。退社後、しばらくは東京府東京市で骨董店を経営する傍ら、余暇として太秦発声映画、木下トーキープロダクションの作品に出演していた。1933年（昭和8年）10月、片岡千恵蔵プロダクションに入社し、本格的に活動を再開する。1934年（昭和9年）、新興キネマ太秦撮影所（現在の東映京都撮影所）に移籍するが、翌1935年（昭和10年）には新たに開所した新興キネマ大泉撮影所（新興キネマ東京撮影所とも、現在の東映東京撮影所）に移籍。以降、1939年（昭和14年）3月1日に公開された曽根千晴監督映画『燦めく星座』などの現代劇に出演したほか、松竹大船撮影所の作品にも助演した。ただし、1979年（昭和54年）に発行された『日本映画俳優全集 男優編』（キネマ旬報）など一部の資料によれば、千恵プロ解散後の1938年（昭和13年）に新興東京に移籍したとしているが、『キネマ旬報』1935年（昭和10年）4月1日号の特輯附録「日本撮影所録」において、同誌発行時点で既に新興東京に移籍していることが確認出来るため、誤りである。
1940年（昭和15年）以降、芸名を「三桝 萬豐」と改名するが、この頃から次第に出演数が減少。1941年（昭和16年）12月1日および1942年（昭和17年）2月11日に公開された溝口健二監督映画『元禄忠臣蔵 前編・後編』では、旧知である溝口監督の懇望により再び吉良上野介役を演じたが、同作以降の出演作品が見当たらない。1942年（昭和17年）1月27日、戦時統合によって設立した大映に参加した様子もなく、以後の消息は不明とされていたが、1961年（昭和36年）1月1日に発行された日活太秦現代劇部の元スタッフ伊奈もと（伊奈モト）の著書『髪と女優』（日本週報社）において、同書執筆の時点で既に故人であるという旨が記されている。没年不詳。

## おもなフィルモグラフィ
- 『火華』：監督賀古残夢、製作松竹蒲田撮影所、配給松竹、1922年8月11日公開
- 『若草の歌』：監督若山治、製作日活向島撮影所、配給日活、1923年2月15日公開 - お静の夫・金之助
- 『血と霊』：監督溝口健二、製作日活向島撮影所、配給日活、1923年11月9日公開 - 牛島秀夫
- 『峠の唄』：監督溝口健二、製作日活大将軍撮影所（京都向島）、配給日活、1923年12月31日公開 - 西村の息子・享一
- 『女性は強し』：監督溝口健二、製作日活大将軍撮影所（日活京都第二部）、配給日活、1924年4月11日公開 - 範田俊二郎
- 『さみだれ草紙（紅殻）』（『五月雨草紙（紅殻）』『さみだれ草紙』）：監督溝口健二、製作日活大将軍撮影所（日活京都第二部）、配給日活、1924年8月1日公開 - 旦那・岸村
- 『学窓を出でて』：監督溝口健二、製作日活大将軍撮影所（日活京都第二部）、配給日活、1925年4月3日公開 - 棚橋丈助
- 『大地は微笑む 第一篇』：監督溝口健二、製作日活大将軍撮影所（日活京都第二部）、配給日活、1925年4月10日公開 - 岡本博士
- 『人間 前後篇』：監督溝口健二、製作日活大将軍撮影所（日活京都第二部）、配給日活、1925年12月1日公開 - 社長・羽田
- 『ふるさとの歌』：監督溝口健二、製作日活大将軍撮影所、配給日活、1925年12月3日公開 - 外国人学者
- 『かぼちゃ騒動記』：監督田坂具隆、製作日活大将軍撮影所、配給日活、1926年3月11日公開
- 『太陽に直面する男』：監督中山呑海、製作日活大将軍撮影所、配給日活、1926年4月30日公開 - 林喜一郎
- 『吉岡大佐』（『忠魂義烈吉岡大佐』）：監督三枝源次郎、製作日活大将軍撮影所、配給日活、1926年5月28日公開 - その兄
- 『情熱の浮沈』：監督田坂具隆、製作日活大将軍撮影所、配給日活、1926年6月25日公開 - その父・伍作
- 『死の宝庫 前篇』：監督田坂具隆・伊奈精一、製作日活大将軍撮影所、配給日活、1926年9月26日公開 - 近露龍三
- 『死の宝庫 中篇』：監督田坂具隆・伊奈精一、製作日活大将軍撮影所、配給日活、1926年9月26日公開 - 近露龍三
- 『死の宝庫 後篇』：監督田坂具隆・伊奈精一、製作日活大将軍撮影所、配給日活、1926年10月3日公開 - 近露龍三
- 『建国史 尊王攘夷』（『尊王攘夷』）：監督池田富保、製作日活太秦撮影所、配給日活、1927年10月1日公開 - 梅田源次郎
- 『弥次㐂多 尊王の巻』（『弥次喜多 尊王の巻』）：監督池田富保、製作日活太秦撮影所、配給日活、1927年12月31日公開 - 篠原冬一郎
- 『弥次㐂多 韋駄天の巻』（『弥次喜多 尊王の巻』）：監督池田富保、製作日活太秦撮影所、配給日活、1928年1月14日公開 - 篠原冬一郎
- 『弥次㐂多 伏見鳥羽の巻』（『弥次喜多 尊王の巻』）：監督池田富保、製作日活太秦撮影所、配給日活、1928年2月1日公開 - 篠原冬一郎
- 『幸運』：監督木藤茂、製作日活大将軍撮影所、配給日活、1928年2月23日公開
- 『愛の町』：監督田坂具隆、製作日活大将軍撮影所、配給日活、1928年8月31日公開 - 社長・菊池伝右衛門
- 『維新の京洛 竜の巻・虎の巻』：監督池田富保、製作日活太秦撮影所、配給日活、1928年9月27日公開 - 伊東甲子太郎
- 『光』：監督内田吐夢、製作日活大将軍撮影所、配給日活、1928年10月19日公開 - 坑木大工・六兵衛
- 『君恋し』：監督三枝源次郎、製作日活太秦撮影所、配給日活、1929年3月8日公開
- 『饗宴』（『饗宴 第一篇』『響宴 第一篇』）：監督田坂具隆、製作日活太秦撮影所、配給日活、1929年3月15日公開
- 『生ける人形』：監督内田吐夢、製作日活太秦撮影所、配給日活、1929年4月19日公開 - 繁本社長
- 『元禄快挙 大忠臣蔵 天変の巻・地動の巻』：監督池田富保、製作日活太秦撮影所、配給日活、1930年4月1日公開 - 吉良上野介
- 『唐人お吉』：監督溝口健二、製作日活太秦撮影所、配給日活、1930年7月1日公開 - 伊佐新次郎
- 『元禄十三年』：監督稲垣浩、製作片岡千恵蔵プロダクション、配給日活、1931年5月1日公開 - 吉良上野介
- 『殉教血史 日本二十六聖人』：監督池田富保、製作日活太秦撮影所、配給日活、1931年10月1日公開 - ゴンザロガルシヤ神弟
- 『仇討選手』：監督内田吐夢、製作日活太秦撮影所、配給日活、1931年12月18日公開 - その父
- 『風流活人剱』（『風流活人剣』）：監督山中貞雄、製作片岡千恵蔵プロダクション、配給日活、1934年3月1日公開 - 講釈師
- 『熱風』：監督内田吐夢、製作新興キネマ東京撮影所、配給新興キネマ、トーキー、1934年10月17日公開 - 昭和印刷専務・石田宗太郎
- 『恋の浮島』：監督川手二郎、製作新興キネマ東京撮影所、配給新興キネマ、サウンド版、1935年6月26日公開 - 漁師万作
- 『己が罪』：監督西鉄平、製作新興キネマ東京撮影所、配給新興キネマ、部分発声版、1936年1月15日公開 - 環の父・伝蔵
- 『大尉の娘』：監督野淵昶、製作新興キネマ東京撮影所・松竹興行現代劇部・芸術座、配給新興キネマ、トーキー、1936年1月30日公開 - 村長・川本吉兵衛
- 『街の姫君』：監督曽根千晴、製作新興キネマ東京撮影所、配給新興キネマ、サウンド版、1936年6月18日公開 - 大実業家代議士・谷村剛造
- 『熱情の翼』（『情熱の翼』）：監督小石栄一、製作新興キネマ東京撮影所、配給新興キネマ、トーキー、1940年2月14日公開 - 瀬川中将、「三桝萬豊」名義
- 『わが愛の記』：監督豊田四郎、製作東京発声映画製作所、配給東宝映画、トーキー、1941年11月7日公開 - さと子の父、「三桝萬豊」名義
- 『元禄忠臣蔵 前篇』：監督溝口健二、製作松竹京都撮影所・興亜映画、配給松竹、トーキー、1941年12月1日公開 - 吉良上野介、「三桝萬豊」名義
- 『大村益次郎』：監督森一生、製作新興キネマ京都撮影所、配給新興キネマ、トーキー、1942年1月14日公開 - 三條実美
- 『元禄忠臣蔵 後篇』：監督溝口健二、製作松竹京都撮影所・興亜映画、配給松竹、トーキー、1942年2月11日公開 - 吉良上野介、「三桝萬豊」名義